# Haus zum Stock-im-Eisen (Arad)

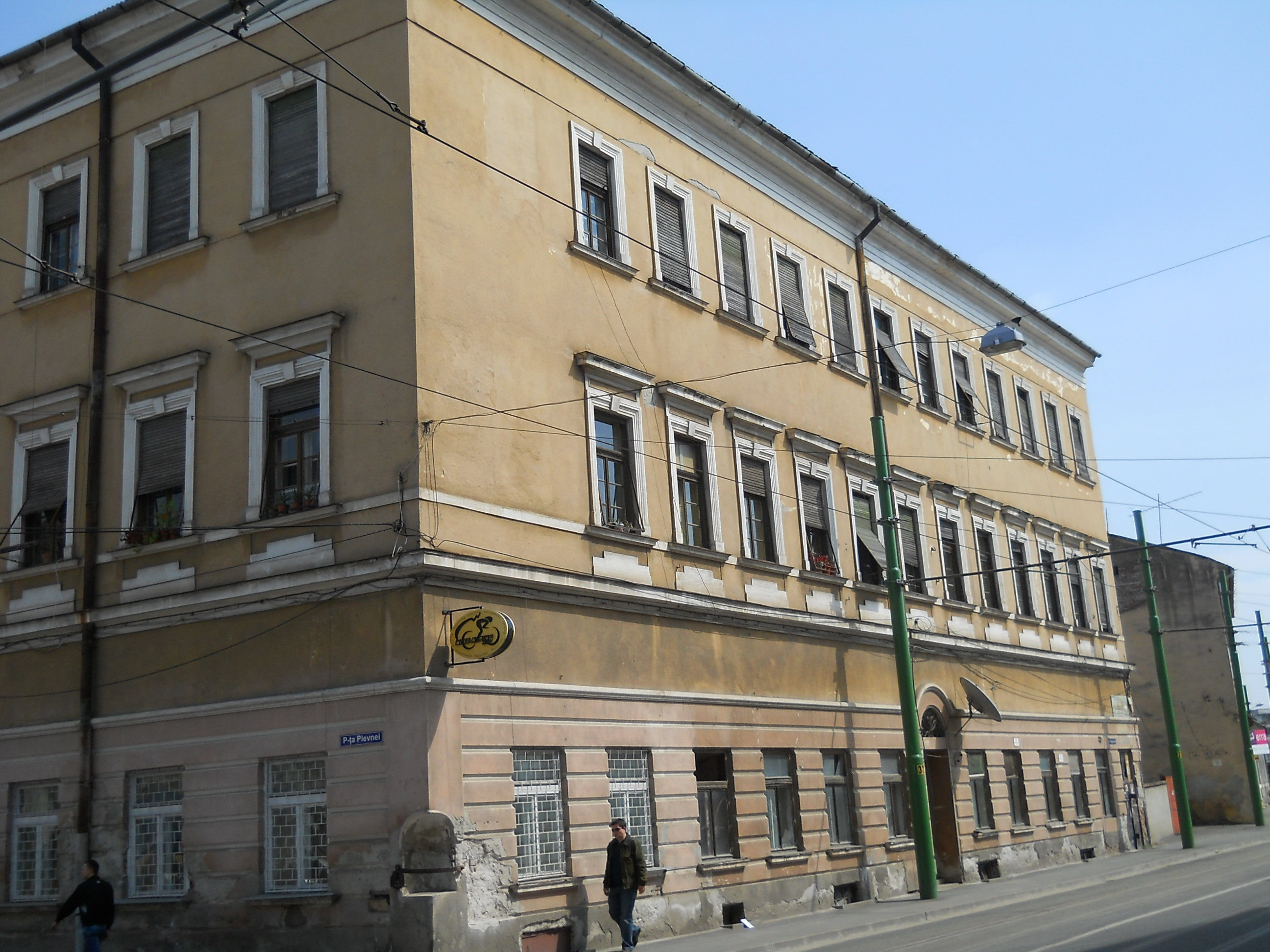
Haus zum Stock-im-Eisen, Arad 2011

Das Haus zum Stock-im-Eisen in Arad (rumänisch Casa cu lacăt) ist ein denkmalgeschütztes Gebäude in der Strada Tribunul Dobra Nr. 7, an der Kreuzung zur Strada Plevnei.

## Geschichte
Das Haus zum Stock-im-Eisen wurde 1815 von dem Wiener Geschäftsmann Josef Winkler erbaut und 1851 renoviert, wie auf dem Hausgiebel zu lesen ist. An der Ecke zur  Strada Plevnei  befindet sich eine Nische, in der sich ein mit dünnem Eisenblech überzogener Baumstamm befand, der Stock-im-Eisen. Dieser wurde 1927 von dem Temeswarer Bildhauer Moritz Heim im Auftrag des Mazedo-Rumänen Andrei Trandafir nach dem Wiener Vorbild angefertigt.
Der Stock-im-Eisen war mit unzähligen Nägeln beschlagen und wurde von einem Eisenbügel an der Außenwand des Hauses festgehalten. Der Eisenbügel war mit einem großen viereckigen Hängeschloss versehen, das sich jedoch wegen des fehlenden Schlüssellochs nicht öffnen ließ. 1994 verschwand der Stock-im-Eisen vorübergehend. Nach seinem Auffinden wurde er zur Restauration ins Museum des Arader Kulturpalasts gebracht und ist seitdem hier zu sehen.
Derartige Hauszeichen waren im 18. Jahrhundert in Österreich-Ungarn nicht selten. Ähnliche Hauszeichen sind auch in Österreich (Wien), in Ungarn (Budapest, Győr, Székesfehérvár), in der Slowakei (Bratislava) und eben auch in Rumänien (Timișoara und Oradea) zu finden.
Während der Revolution von 1848 hatte der österreichische kaiserliche Geheimdienst seinen Sitz in dem Gebäude, während der Keller des Hauses als Gefängnis für zahlreiche Revolutionäre diente.
Der Stock-im Eisen stammt aus der Zeit der Zünfte in Arad. Jeder Lehrling musste, bevor er sein Gesellenstück herstellte, durch die Lande ziehen, um sein Handwerk richtig zu erlernen. Der Stock-im-Eisen diente dem angehenden Gesellen, sein Zunftzeichen in den Stock einzuschlagen, um so seine Anwesenheit in der jeweiligen Stadt zu verewigen. So war der Stock-im-Eisen im Laufe der Zeit mit den verschiedensten Zunftzeichen übersät. Dieser Brauch hielt bis 1872, als die Zünfte per Gesetz abgeschafft wurden.